# Édoxaban
L'édoxaban est la dénomination commune internationale de la spécialité LIXIANA de laboratoire Daiichi Sankyo Europe. L'autorisation de mise sur le marché a été délivrée par l'AME N° EMEA/H/C/002629 et avalisé par l'ANSM le 19 juin 2015. LIXIANA existe sous trois dosages, 15 mg, 30 mg, 60 mg. C'est un anticoagulant oral direct, de la classe des inhibiteurs du facteur Xa, il est prescrit en dose journalière.

## Pharmacologie
Après une prise orale, sa biodisponibilité est d'environ 60%. le risque hémorragique semble supérieur lorsqu'il est donné en deux prises quotidiennes par rapport à une unique prise. L’absorption est rapide et la demi-vie d'élimination est de l'ordre de 10 heures. Elle n'est pas influencée par la prise alimentaire.
La molécule est un substrat de la glycoprotéine P, expliquant quelques interactions médicamenteuses. Ainsi la quinidine, le vérapamil et la dronédarone augmentent significativement son taux sanguin, ainsi que l'amiodarone, l'atorvastatine et la digoxine, à un degré plus modéré et probablement non significatif.
L'élimination est au deux tiers fécale et un tiers urinaire. La tolérance est bonne en cas d'insuffisance rénale importante et même terminale. Lors de l'élimination du corps humain, l'édoxaban produit de nombreux métabolites dont certains conservent une activité anticoagulante. Principalement, le métabolite M4 est aussi actif sur le FXa que l'édoxaban. Les métabolites M6,M8 et M1 en quantité inférieure peuvent aussi agir sur le facteur de Stuart activé.

## Évaluation
En prévention de la phlébite après la mise en place d'une prothèse de hanche, il s'avère plus efficace qu'une héparine de bas poids moléculaire, avec une bonne tolérance notamment au niveau saignements. En cas de cancer, l'édoxaban provoque plus de saignements majeurs mais moins de récidive de maladie thrombo-embolique que la daltéparine, avec, finalement, un taux comparable d'accidents.
En curatif d'une phlébite, l'édoxaban s'avère d'efficacité comparable aux antivitamines K avec une fréquence moindre d'accidents hémorragiques.
Dans la fibrillation auriculaire, son efficacité est comparable à celles des antivitamines K, avec cependant, moins de saignements et une mortalité cardio-vasculaire inférieure.A la dose faible de 15 mg / jour chez des patients japonais de plus de 80 ans présentant une fibrillation auriculaire, l’édoxaban s'est révélé protecteur dans la prévention des attaques, sans effets indésirables notoires.